# Аллоплектус
Аллоплектус (лат. Alloplectus) — род растений семейства Геснериевые (лат. Gesneriaceae), включающий в себя 6 видов тропических эпифитных полукустарников.

## Этимология названия
Название рода создано из двух греческих слов греч. άλλος — другой, иной и греч. πλεκτος —— связанный, возможно, в связи с тем, что доли коробочки при созревании семян широко раскрываются, как бы отгибаясь назад.

## Ботаническое описание
Эпифитные полукустарники. Корень мочковатый. Стебли в разрезе круглые или четырёхугольные, полегающие, сильно разветвленные. Листья супротивные, черешковые, эллиптические или яйцевидных, цельнокрайные или зубчатые. Цветоносы пазушные, 1— или 3—цветковые. Цветок трубчатый, вздутый, как бы свисающий из горизонтальной плоскости чашечки, поникающий, нересупинирующий, жёлтого или красного цвета, на краю суженный, с малым отгибом, который неглубоко разделен на 5 лопастей, часто с опушением, чашечка окрашена, жёлтая или зелёная. Тычинок 4, нити приросшие к основанию трубки венчика, пыльник продолговатый, разделен продольной бороздой. Плод — мясистая двустворчатая коробочка, окруженная чашечкой. Семена многочисленные, продольно-бороздчатые.

## Ареал и климатические условия
Влажные тропические леса на высоте от 500 до 2000—3500 м от Коста-Рики до Анд, северных областей Эквадора и Перу.

## Хозяйственное значение и применение
Редкое в комнатной культуре растение.

## Список видов
По данным The Plant List род насчитывает 6 видов:
- Alloplectus aquatilis C.V.Morton — Аллоплектус водный
- Alloplectus hispidus (Kunth) Mart. — Аллоплектус щетинистый
- Alloplectus inflatus J.L.Clark & L.E.Skog
- Alloplectus spectabilis Wiehler ex L.E.Skog & Steyerm. — Аллоплектус великолепный
- Alloplectus tessmannii Mansf.
- Alloplectus weirii (Kuntze) Wiehler